# Ginástica artística nos Jogos Olímpicos de Verão de 2004 - Barra fixa
A final masculina da barra fixa da ginástica artística nos Jogos Olímpicos de Verão de 2004 foi realizada no Olympic Indoor Hall de Atenas, em 23 de agosto.

## Medalhistas
| Ouro   | CHN Zou Kai          |
| Prata  | USA Jonathan Horton  |
| Bronze | GER Fabian Hambüchen |

## Atletas classificados
- JPN Ysao Yoneda
- ITA Igor Cassina
- JPN Daisuke Nakano
- CHN Xiao Qin
- USA Paul Hamm
- GER Fabian Hambuchen
- KOR Yang Tae Young
- RUS Alexei Nemov
- UKR Valeri Goncharov
- USA Morgan Hamm

## Resultados
| Pos.              | Ginasta              | Nota A | Pen. | Total |
| ----------------- | -------------------- | ------ | ---- | ----- |
| Medalha de ouro   | ITA Igor Cassina     | 10.00  |      | 9.812 |
| Medalha de prata  | USA Paul Hamm        | 10.00  |      | 9.812 |
| Medalha de bronze | JPN Isao Yoneda      | 10.00  |      | 9.787 |
| 4                 | USA Morgan Hamm      | 10.00  |      | 9.787 |
| 5                 | RUS Alexei Nemov     | 10.00  |      | 9.762 |
| 6                 | CHN Xiao Qin         | 10.00  |      | 9.737 |
| 7                 | GER Fabian Hambuchen | 10.00  |      | 9.700 |
| 8                 | UKR Valeri Goncharov | 9.60   |      | 8.887 |
| 9                 | JPN Daisuke Nakano   | 9.80   |      | 8.750 |
| 10                | KOR Yang Tae Young   | 9.80   |      | 8.675 |